# Wei Fenghe
Wei Fenghe är en kinesisk kommunistisk politiker och militär. Han var Folkrepubliken Kinas försvarsminister 2018-2023 och ledamot i Centrala militärkommissionen 2017–2023.